# سیارک ۴۸۷۹۹
سیارک ۴۸۷۹۹ (به انگلیسی: 48799 Tashikuergan، نامگذاری:1997TX18) چهل و هشت هزار و هفتصد و نود و نهمین سیارک کشف شده‌است که در ۸ اکتبر ۱۹۹۷ کشف شد.